# Juan de Soto
Juan de Soto (fallecido hacia 1620) fue un pintor español al servicio de Felipe III, para quien trabajó en las decoraciones del palacio de El Pardo. 

## Biografía
Natural de Madrid y discípulo de Bartolomé Carducho fue, según Antonio Palomino, «pintor insigne» que tras aprovechar mucho en la escuela de su maestro y tras pintar «otras muchas obras», fue llamado a pintar en el palacio de El Pardo tras el incendio de 1604 donde, como informa Vicente Carducho, le correspondió la pieza del tocador de la reina, «cosa excelente». Ceán Bermúdez, que lo hacía maestro de Pedro Núñez del Valle antes de su marcha a Italia, le dice muerto en Madrid en 1620, con solo veintiocho años de edad.
Desaparecidos los frescos del Pardo, como los pintados por Bartolomé Carducho y otros, nada se conoce del trabajo de Soto.